# Breitenfurt bei Wien
Breitenfurt bei Wien est une commune autrichienne du district de Mödling en Basse-Autriche.